# 1885

## أحداث
- تأسيس مدينة غرووتفونتين [الإنجليزية] وتقع حاليا في ناميبيا.
- تأسيس مدينة منزيني وتقع حاليا في إسواتيني.
- 6 يوليو: تأسيس مدينة كامبانا، مقاطعة بوينس آيرس وتقع حاليا في الأرجنتين.
- 17 يوليو: تأسيس مدينة إيزيزا، بوينس آيرس وتقع حاليا في الأرجنتين.
- 19 ديسمبر: تأسيس مدينة ريو غاليغوس، سانتا كروز وتقع حاليا في الأرجنتين.
- 26 يناير: نهاية حصار الخرطوم والذي بدأ في 13 مارس 1884.
- نهاية الحرب الصينية الفرنسية في 1 أبريل 1885 والتي بدأت في 1 أغسطس 1884.
- وقوع الحرب الأنجلو بورمية الثالثة بداية من 7 نوفمبر 1885 إلى 29 نوفمبر 1885.
- 16 فبراير استقلال دولة الكونغو
- ستاتشكا مروزوفسكيايا

## مواليد
- أحمد الجابر الصباح
- أحمد حسن الزيات
- ألبرت كسلرنغ
- إرنست بلوخ
- إينا زايدل
- بشارة خوري
- بلاس إنفانتي
- تاج الدين الحسني
- جردون مكدونلد
- جورج باتون
- جورج لوكاش
- جورج مينوت
- جورج هيفيشي
- جون هاري سانت فليبي
- جويدو مودا
- خيري الهنداوي
- ديفيد هربرت لورانس
- سلطان بن صقر القاسمي
- سنكلير لويس
- شارل دباس
- عزرا باوند
- عزير حجيبكوف
- علي ناصر القردعي
- عيسى جرموني
- فرنسوا مورياك
- فلاديمير تاتلين
- كارل أينشتاين
- محمد الدغباجي
- محمد الصيفي
- مصطفى عبد الرازق
- منيرة المهدية
- موزس ليفي
- نيلز بور
- هارلو شابلي
- هاينريش برونينغ
- ويل ديورانت
- يوسف شبرينتساك
- يوسف غنيمة
- محمد الهراوي, كاتب أدب أطفال مصري.
- كميل أرامبورغ، إحاثي فرنسي.
- ديفيد هربرت لورانس، أديب بريطاني.
- فريتس فون أونرو، كاتب مسرحي وروائي ورسام ألماني.

## أكتوبر
- 24 أكتوبر - علي الغاياتي، شاعر وصحفي ومناضل مصري.

## وفيات
- آغا خان الثاني
- ألفريد مايسنر
- بيير إدمون بواسييه
- تشارلس جورج جوردون
- توماس أندروز هندريكس
- فكتور هوغو
- محمد أحمد المهدي
- محمود الفلكي
- هيلاند هال
- وليام هيل
- يوليسيس جرانت